# Termitosagma ephippium
Termitosagma ephippium är en tvåvingeart som beskrevs av Schmitz 1951. Termitosagma ephippium ingår i släktet Termitosagma och familjen puckelflugor. Inga underarter finns listade i Catalogue of Life.